# Flensborg Banegård
Flensborg Banegård (tysk: Bahnhof Flensburg) er den vigtigste jernbanestation i byen Flensborg i delstaten Slesvig-Holsten i det nordlige Tyskland. Stationen ligger et stykke fra byens centrum i bydelen Sydstaden i det sydlige Flensborg, lige syd for Indre By. Omkring 5.000 rejsende og besøgende benytter dagligt stationen, der har omkring 70 daglige ankomster og afgange.
Flensborg Banegård er et jernbaneknudepunkt, der spiller en vigtig rolle i den internastionale togtrafik mellem Skandinavien og Tyskland. Den er udgangspunkt for jernbanestrækningerne Flensborg–Neumünster, Flensborg–Kiel og Flensborg–Fredericia. Den første station i Flensborg åbnede i 1854. Den flyttede til sin nuværende placering i 1927.

## Historie
Jernbanen kom til Flensborg i 1854, da den Sydslesvigske Jernbane, den første jernbaneforbindelse i Hertugdømmet Slesvig, mellem Flensborg, Husum og Tønning blev taget i brug. Banen til Tønning skulle gøre det lettere at transportere landbrugsvarer fra fjordbyen ud til Vesterhavet, hvorfra de kunne sendes til England. Den første banegård, af denne grund kaldet Den Engelske Banegård, lå placeret ved Havnespidsen i byens centrum tæt ved den nuværende rutebilstation. Stationen blev officielt indviet den 25. oktober 1854 under tilstedeværelse af kong Frederik 7.
I 1866 kom strækningen til Vojens til. 
I 1927 blev jernbaneforholdene i Flensborg ændret og siden har jernbanen omgået Flensborg by i en stor sløjfe i den daværende udkant af byen for at spare tog til Danmark for at skulle skifte retning i Flensborg. I forbindelse hermed blev den nuværende ekspressionistiske stationsbygning indviet den 1. december 1927. Den gamle bygning i byens centrum (Den Engelske Banegård) blev efterhånden revet ned.
Stationen havde 3 perroner, men under elektrificeringen af jernbanestrækningen Hamborg – Flensborg, blev den mellemste perron sløjfet.

## Faciliteter
Stationsbygningen rummer rejsecenter og venteområde, samt en kiosk og en lille bistro. Der er adgang til perroner via trapper og tunnel. Perroner og tunnel har gennemgået en omfattende renovering, som blev afsluttet i efteråret 2010. Dermed er også adgang til perronerne væsentligt forbedret, idet nye installerede elevatorer sikrer en nemmere transport mellem tunnel og perroner, særligt for personer med tung bagage eller et handicap. Desuden rummer nye tavler information på dansk, engelsk og tysk.
Den nuværende stationsbygning og tilhørende anlæg er bygningsfredet og desværre delvis nedslidt. De lever ikke op til gældende krav. Store dele af bygningerne står derfor tomme.

## Togforbindelser
Siden 2007 kørte der også ICE-tog via Flensborg mellem Aarhus og Hamborg/Berlin.
Med køreplansskiftet den 13. december 2015 har DSB oprettet InterCity-togforbindelse mellem Aalborg og Flensborg hver anden time. Samtidigt bortfaldt de tidligere InterCityExpress mellem Aarhus og Berlin og InterCity mellem København og Flensburg. I dag er der forbindelser til Kiel, Hamborg og Aalborg.
| Tog         | Linje                                      |
| ----------- | ------------------------------------------ |
| InterCity   | Aalborg-Flensborg-Hamborg                  |
| InterCity   | Flensborg–Hamborg–Berlin (fredag - søndag) |
| InterCity   | Flensborg–Hamborg–Köln (fredag - søndag)   |
| Regionaltog | Flensborg–Egernførde–Kiel                  |
| Regionaltog | Flensborg–Hamborg                          |

## Galleri
- Banegården i Flensborg
- Tosproget skilt